# کاخ دادگستری (پوتراجایا)
کاخ دادگستری (به انگلیسی: Palace of Justice) (مالایی: Istana Kehakiman)، محل استقرار دادگاه فدرال و دادگاه استیناف مالزی است که در سال ۲۰۰۳ از ساختمان سلطان عبدالصمد در کوالا لامپور به پوتراجایا منتقل شد.